# Santo Cristo dos Milagres

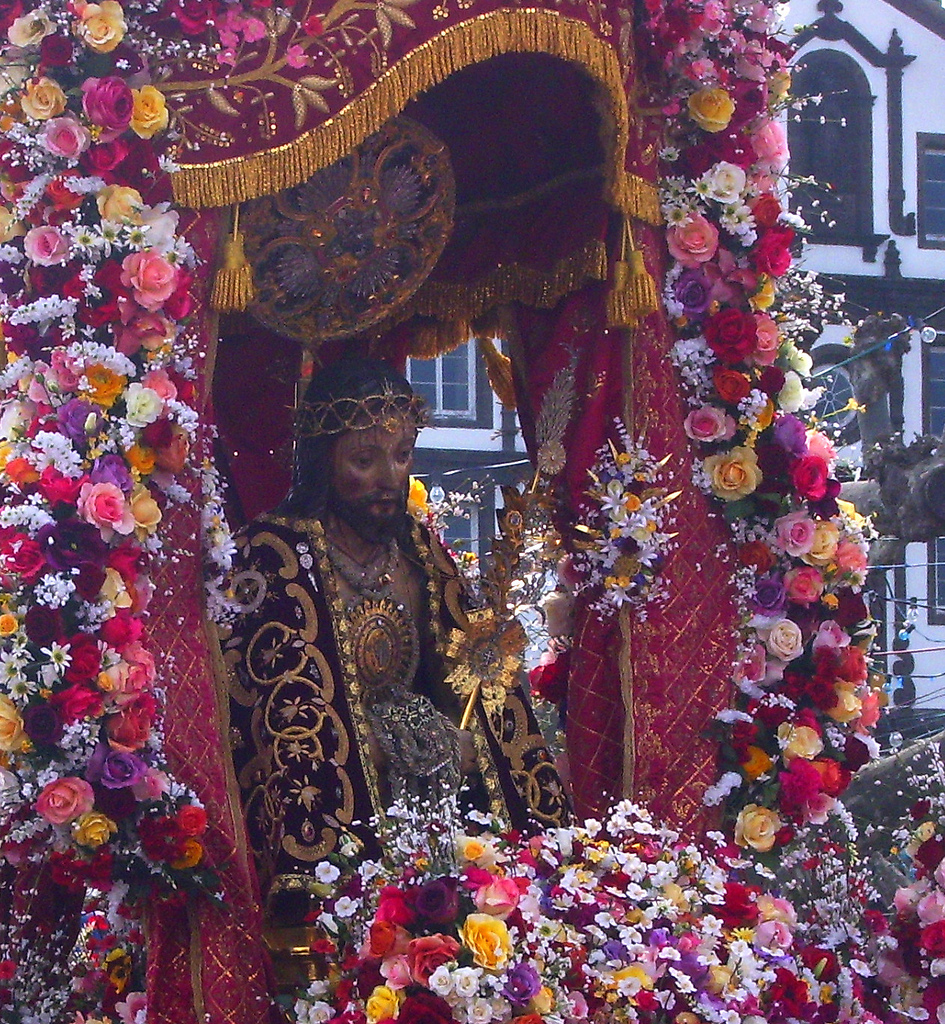
A imagem original do Senhor Santo Cristo dos Milagres na sua procissão anual em Ponta Delgada, Açores.

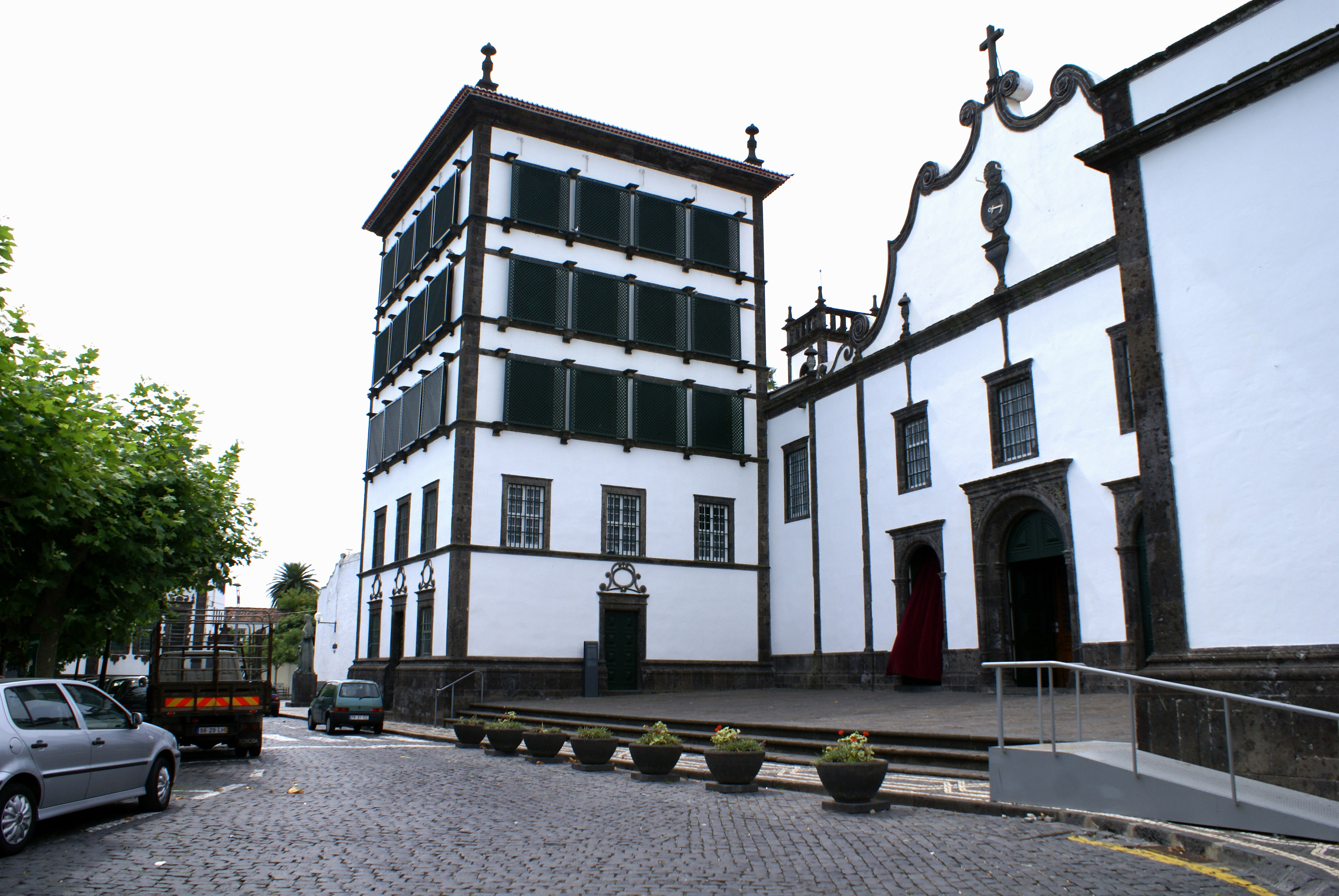
O Convento de Nossa Senhora da Esperança, em Ponta Delgada.

O Senhor Santo Cristo dos Milagres, popularmente referido apenas como Senhor Santo Cristo ou Santo Cristo dos Milagres, é uma peça de arte sacra cultuada no Convento de Nossa Senhora da Esperança, na cidade e concelho de Ponta Delgada, na ilha de São Miguel, nos Açores.
Trata-se de uma imagem entalhada em madeira sob a forma de relicário/sacrário, de autor desconhecido, em estilo renascentista, representando o "Ecce Homo", isto é o episódio do martírio de Jesus Cristo em que este é apresentado à multidão, na varanda do Pretório, acabado de flagelar, de punhos atados e torso despido, com a coroa de espinhos e os ombros cobertos pelo manto púrpura. O evento está narrado em Lucas 23:1–25, no episódio maior da Corte de Pilatos. O autor representou, com grande senso artístico, o contraste entre a violência infligida ao corpo de Cristo (matéria) e a serenidade do rosto, nomeadamente do olhar (espírito).
O culto e as festas em honra do Senhor Santo Cristo dos Milagres derivam das revelações recebidas pela Venerável Madre Teresa da Anunciada e realizam-se nos dias em torno do quinto domingo após a Páscoa, dia em que se procede à grande procissão, terminando na quinta-feira da Ascensão. Constituem a maior e mais antiga devoção que se realiza no país, e que só encontra paralelo com a devoção popular expressa no Santuário da Mãe Soberana, em Loulé, e, a partir do século XX, nas celebrações do Santuário de Fátima. A devoção atrai, anualmente, milhares de açorianos e seus descendentes, de todas as ilhas e do exterior, uma vez que é um momento escolhido por muitos emigrantes para visitarem a sua terra natal.

## História

### Antecedentes

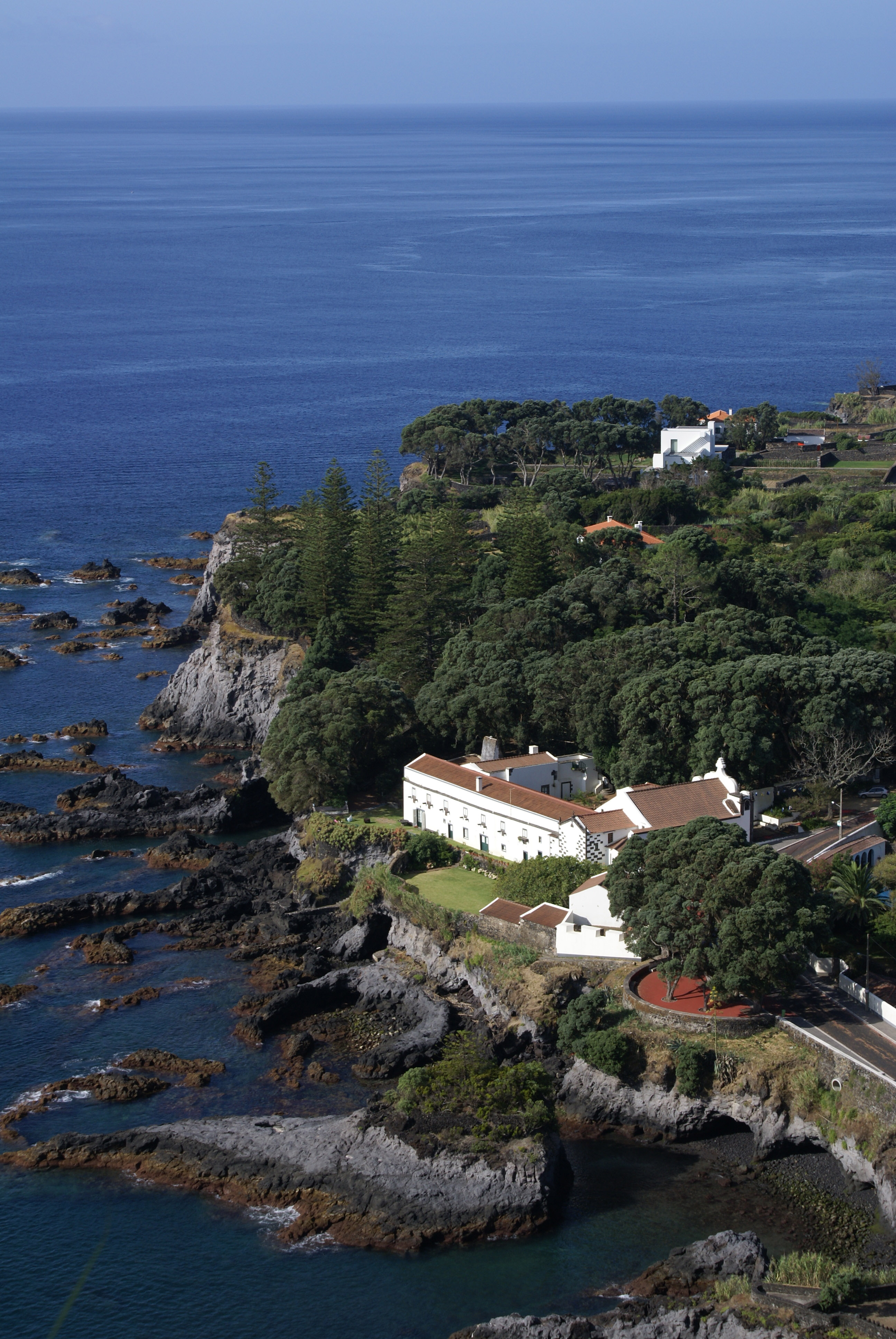
O Convento da Caloura, em Água de Pau, foi de onde veio a imagem original do Senhor Santo Cristo dos Milagres.

A documentação disponível atribui ao Papa Paulo III (1534-1549) a oferta da imagem a religiosas que se terão deslocado a Roma no sentido de obter uma Bula pontifícia que as autorizasse a instalar o primeiro convento da ilha de São Miguel, na Caloura ou no Vale de Cabaços. Contudo, do confronto de diversos documentos levanta-se a hipótese de tal doação poder ser atribuída ao seu antecessor, o Papa Clemente VII (1523-1534).
Em virtude do Convento da Caloura, em Água de Pau, erguido sobre um rochedo à beira-mar, se encontrar demasiado exposto aos ataques de piratas e corsários, então abundantes nas águas do arquipélago, cedo as religiosas ter-se-ão transferido para outros estabelecimentos religiosos, entretanto constituídos na ilha: o Convento de Santo André, em Vila Franca do Campo, e o Convento de Nossa Senhora da Esperança, em Ponta Delgada. Entre as que a este último se dirigiram, refere-se o nome de Madre Inês de Santa Iria, uma religiosa oriunda da Galiza, que levou consigo a imagem do "Ecce Homo" (1541), que lá permanece até aos nossos dias.

### O culto ao Senhor Santo Cristo
O culto ao Senhor Santo Cristo dos Milagres tomou impulso a partir dos séculos XVII e XVIII, dentro dos princípios adotados pela Igreja Católica no Concílio de Trento, no sentido da defesa da importância do culto e da veneração de imagens, um dos princípios de divergência em relação à Reforma protestante.

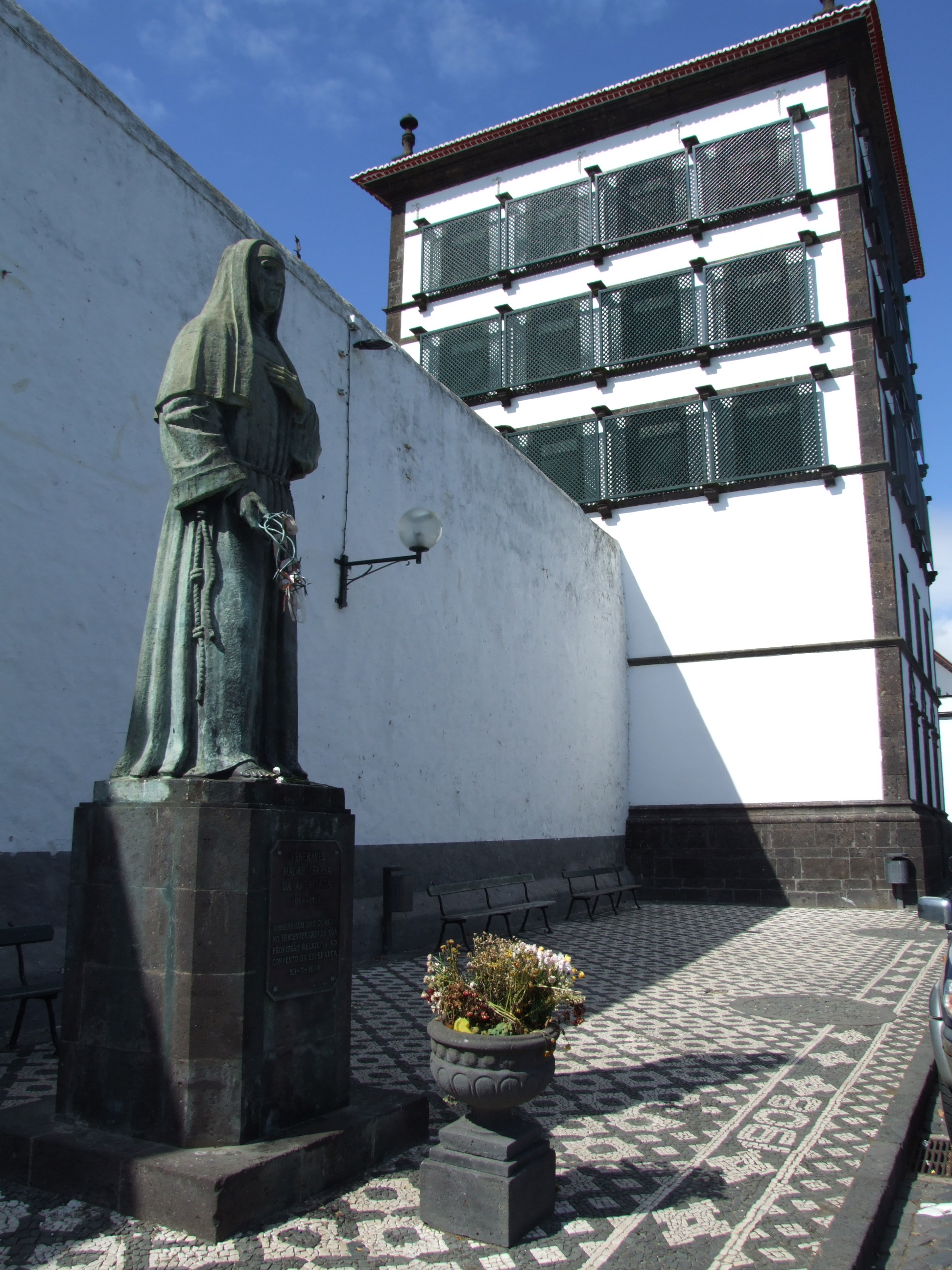
Estátua da Venerável Madre Teresa da Anunciada junto ao Convento da Esperança.

Deve-se à Venerável Madre Teresa da Anunciada o atual culto ao Senhor Santo Cristo dos Milagres. Esta religiosa deu entrada no Convento de Nossa Senhora da Esperança no século XVII, juntamente com uma sua irmã, Joana de Santo António. De origem nobre e de personalidade forte, a profunda devoção cristã que a Madre Teresa da Anunciada alimentava, e as suas características de santidade, fizeram com que fosse comumente tratada como "Madre", cargo que, na realidade, nunca desempenhou.
Desde o momento em que deu entrada no convento, Teresa da Anunciada adotou uma atitude de profunda devoção e entrega à antiga imagem do "Ecce Homo", com a qual estabeleceu uma íntima relação e à qual chamava carinhosamente de "seu Senhor" e "seu Fidalgo".
As duas irmãs terão tido a sua atenção despertada, e terão despertado a da população em geral, para o carácter milagroso da imagem. Joana de Santo António, antes de ser transferida para o Convento de Santo André, terá alertado nomeadamente para o poder milagroso de uma estampa que cobria a abertura do peito da imagem.
A Madre Teresa da Anunciada não se poupou a esforços para engrandecer a imagem do "Ecce Homo", apelando à vassalagem e entrega por parte de todos à mesma. Embora com entraves por parte de uma abadessa do convento, conseguiu que se erigisse uma capela condigna para a imagem, assim como que a imagem fosse ornada com todas as insígnias próprias de majestade. Para esses fins, contou com as esmolas de inúmeros crentes em toda a ilha, do reino e mesmo das colónias, assim como o apoio da própria Coroa. Pedro II de Portugal, por alvará de 2 de setembro de 1700, concedeu uma tença de 12.000 réis para manter constantemente acesa uma lâmpada de azeite diante do altar do Senhor Santo Cristo. Foi ainda a irmã Anunciada quem organizou e instituiu a procissão anual do Senhor Santo Cristo dos Milagres, com o apoio e a colaboração da população.
Na atualidade, quando das festas em honra do Senhor Santo Cristo, uma multidão acorre ao Campo de São Francisco e ao Convento da Esperança que, por esta altura, assumem o papel de santuário, numa manifestação de profunda devoção, fé e respeito. Além de se prestar homenagem à imagem do Senhor, são pagas as promessas feitas.
Ao longo do restante do ano, a imagem encontra-se guardada numa capela do convento, localizada em frente e em sentido oposto ao altar-mor da igreja, separada da nave por um gradeamento.

## A procissão

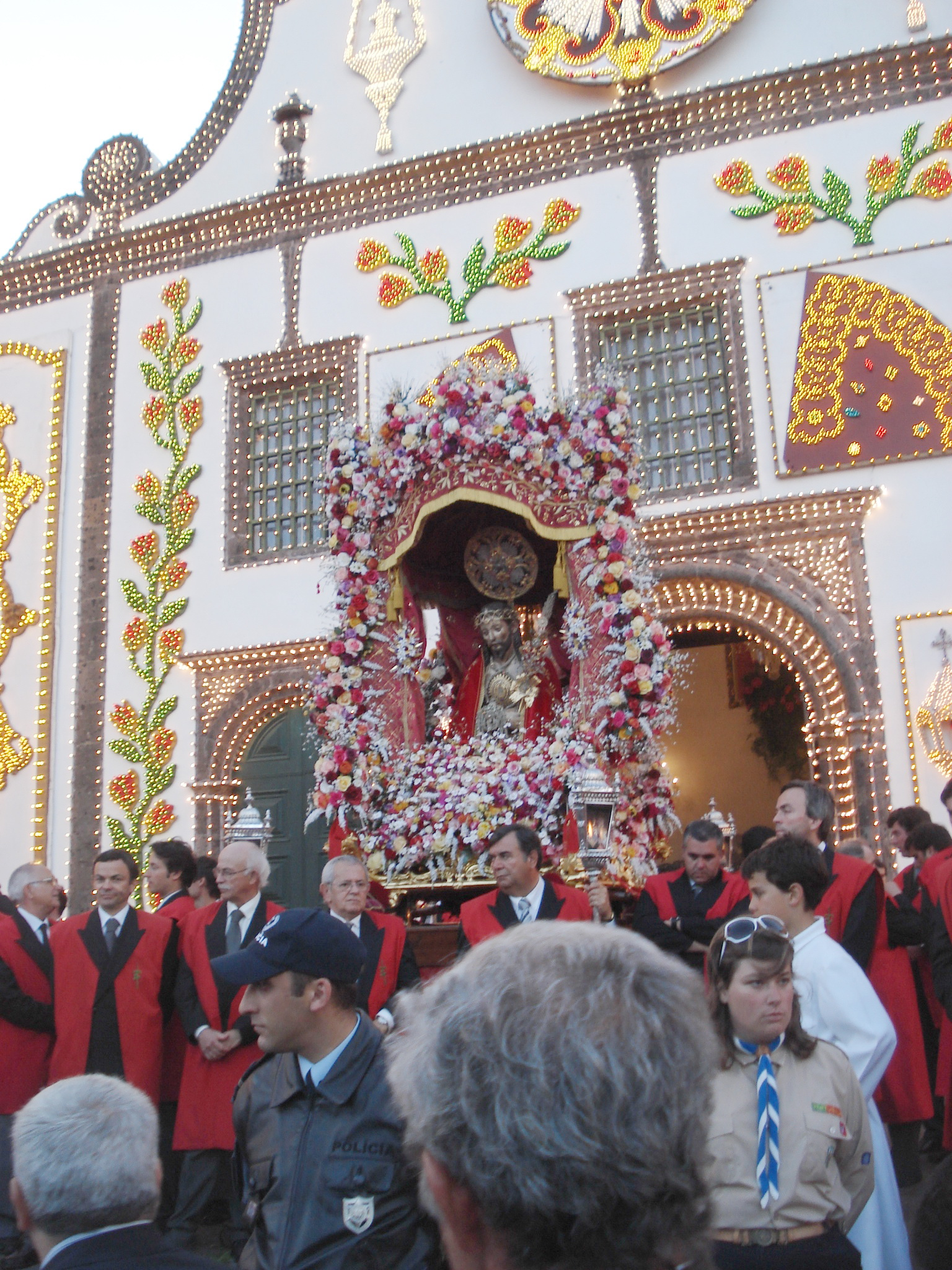
Momento da saída do andor com o Senhor Santo Cristo dos Milagres para a sua procissão anual em Ponta Delgada.

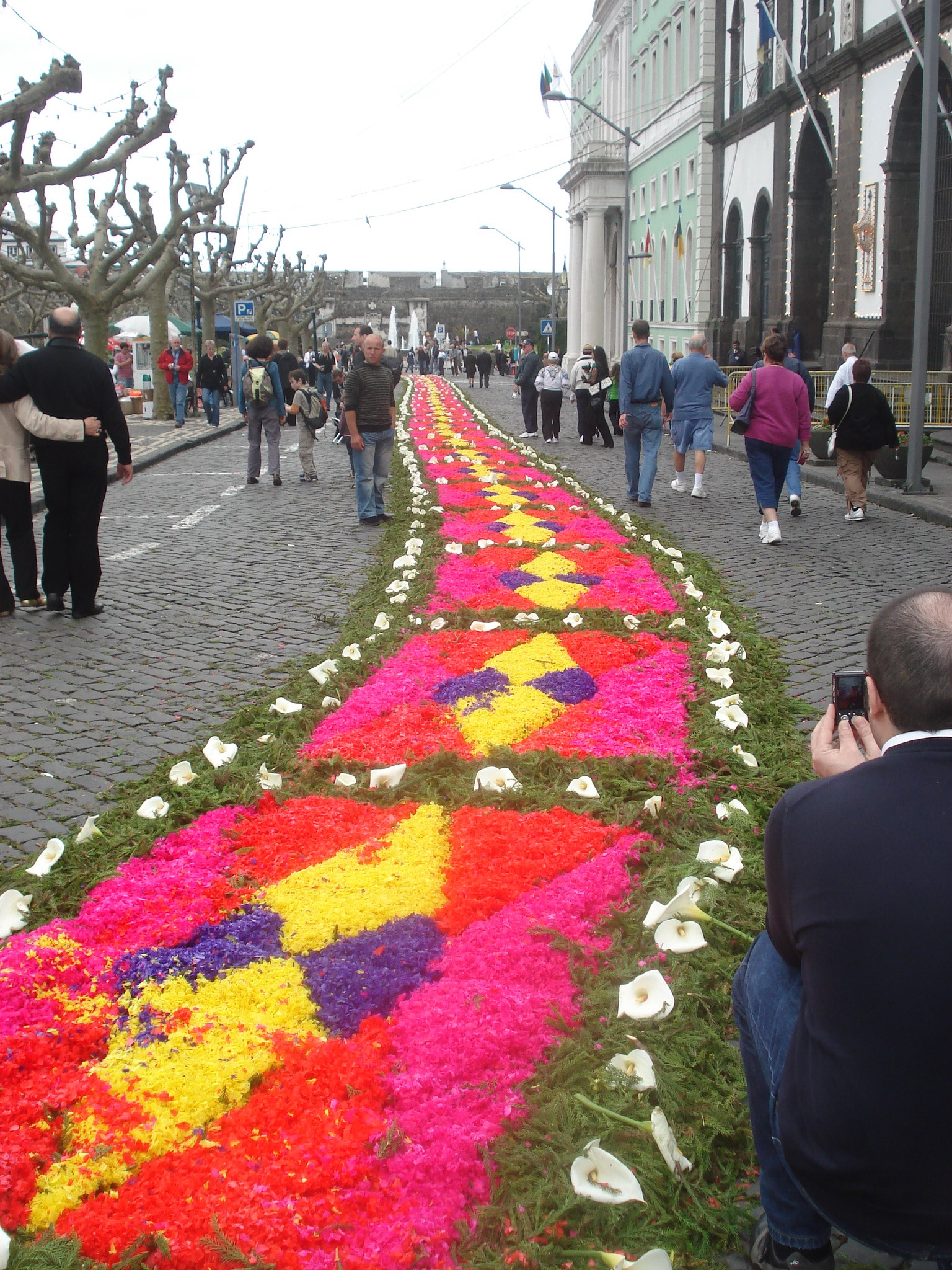
Tapetes de flores nas ruas de Ponta Delgada onde passa a procissão com a imagem do Senhor Santo Cristo.

A primeira procissão em homenagem ao Senhor Santo Cristo ter-se-á realizado por iniciativa da Madre Teresa da Anunciada, com o apoio da população da ilha, na sequência de uma crise sísmica prolongada, e com o intuito de aplacar a ira divina. Para esse fim, a imagem foi transportada para o altar-mor da igreja do convento, ponto a partir do qual terá partido a procissão, que percorreu todas as igrejas e conventos de Ponta Delgada. De acordo com documentos da época, mal a imagem surgiu à porta da igreja o povo se encheu de grande comoção e a crise sísmica terá parado.
A data desta primeira procissão é ponto de controvérsia entre os estudiosos: de acordo com o pesquisador Urbano de Mendonça Dias ter-se-á realizado a 11 de abril de 1700; Luciano Mota Vieira, por outro lado, aponta o ano de 1698.
O fato é que, após a primeira procissão, a mesma tem-se repetido anualmente até à atualidade, sem interrupções, salvo raras excepções, por motivos meteorológicos.
No dia de Sábado muitos devotos prestam homenagem ao Senhor Santo Cristo e pagam promessas, por vezes de joelhos no chão, no Campo de São Francisco. À tarde, a imagem é entregue pelas irmãs do convento à irmandade responsável pela festa e levada em procissão para o altar-mor da igreja do convento, onde pernoita até domingo (atualmente, por motivo de escassez de espaço, a imagem pernoita na Igreja de São José, contigua ao Campo de São Francisco).
Na noite de Sábado para Domingo muitos devotos afluem, em romaria, de todas as direcções, para passarem a noite em adoração.
Na tarde de Domingo realiza-se então a grande procissão, cortejo que percorre as principais artérias da cidade, passando por igrejas e mosteiros.
Saliente-se nas festas a exuberante iluminação que decora o Convento da Esperança e o Campo de São Francisco, motivo de grande atracção para locais e para turistas.

## A capela

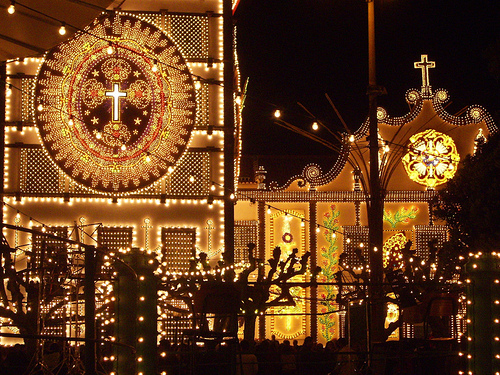
A iluminação do Santuário e do Convento da Esperança por ocasião das festas do Senhor Santo Cristo dos Milagres

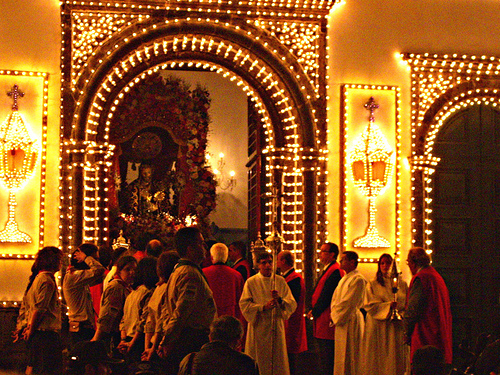
A iluminação do Santuário e do Convento da Esperança por ocasião das festas do Senhor Santo Cristo dos Milagres

A erecção de uma capela própria, consagrada ao Senhor Santo Cristo dos Milagres no Convento da Esperança, deveu-se à iniciativa da irmã Anunciada. Quando ela ingressou no convento, a imagem encontrava-se exposta no coro baixo, num pequeno altar.
A Madre Teresa da Anunciada conseguiu que fosse erguido um novo altar para a imagem, que mandou encarnar a pedido de sua irmã. Contudo, as condições oferecidas por este altar não eram as melhores, pois sobre a imagem caia o pó vindo do soalho do coro alto, para além de os passos dados pelas irmãs neste coro provocarem muito ruído, o que não propiciava a meditação.
Desse modo, a Madre Teresa da Anunciada envidou esforços para que se erguesse uma capela mais digna para a imagem, para o que contou com o apoio da população e mesmo da Coroa.
Essa primitiva capela não mais existe. A atual foi mandada erguer posteriormente, sendo benzida a 5 de março de 1771. Nela se denota o barroco na fase de transição para o rococó. À entrada da mesma, sob o coro baixo, pode ser contemplado um conjunto de painéis de azulejos da autoria de António de Oliveira Bernardes, datados de 1712, e que representam os Passos do Nascimento (parede norte) e da Paixão de Cristo (parede sul). No interior da capela podem ser contemplados azulejos executados pela Real Fábrica do Rato em Lisboa, em 1786-1787.

## O tesouro

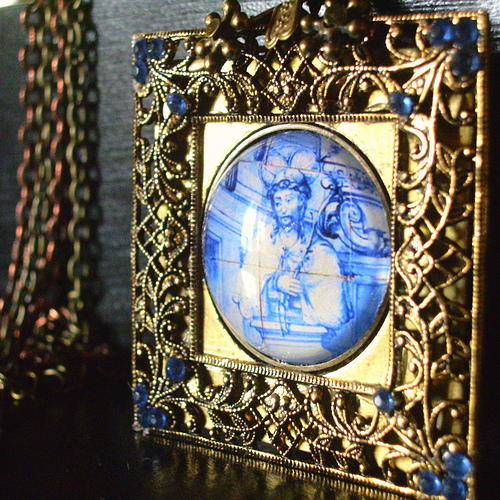
Um dos muitos objectos do tesouro do Senhor Santo Cristo dos Milagres (Ponta Delgada).

O tesouro do Senhor Santo Cristo compreende um vasto conjunto de peças de joalharia e ourivesaria que adornam a imagem, bem como as suas múltiplas capas, decoradas com fios de ouro e prata, e adornadas com inúmeras jóias. Trata-se de um dos maiores tesouros religiosos do país, que conta com magníficos exemplares de joalharia portuguesa da segunda metade do século XVIII, e para o qual contribuíram, ao longo dos séculos, os donativos de muitos crentes, de elementos da fidalguia e mesmo da Coroa portuguesa, muitas vezes como cumprimento de promessas feitas.
Parte do Manto Real de Dom João V de Portugal foi oferecido pelo próprio ao Senhor Santo Cristo. Quando ofereceu disse "Uma oferta de um rei para outro rei"
Para a formação e engrandecimento desse tesouro terá contribuído a irmã Anunciada, que não se poupou a esforços no sentido de enobrecer o "seu Senhor e Fidalgo", como o referia. No entanto, muitas das principais peças foram confeccionadas já após a sua morte. Entre elas destacam-se o cetro, o resplendor, a coroa de espinhos, o relicário que a imagem tem ao peito, e a corda.
O primeiro cetro, confeccionado com flores de seda, terá sido encomendado pela Madre Teresa da Anunciada à Madre Jerónima do Sacramento, do Convento de Santo André.
As capas, de cor vermelha, que cobrem a imagem são, em grande número, oferta dos crentes, alguns deles já emigrados. Acredita-se no poder milagroso das mesmas ao cobrirem uma pessoa enferma.
O primeiro andor da imagem, ricamente decorado com flores, também terá sido idealizado pela Madre Teresa da Anunciada para a primeira procissão. Poucas alterações terá sofrido até à atualidade.

## A expansão do culto pelo mundo

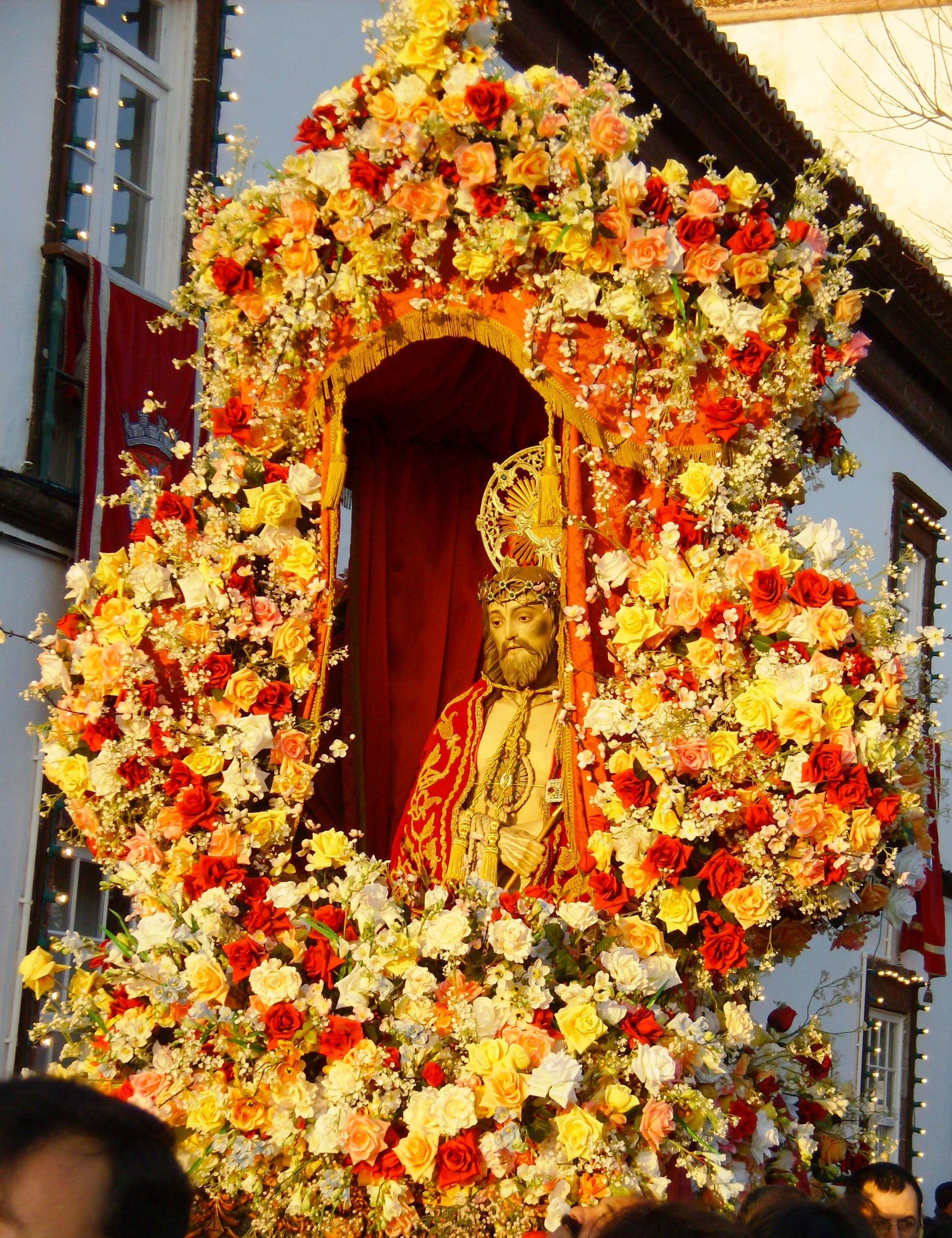
A imagem do Senhor Santo Cristo dos Milagres de Vila do Porto, na Ilha de Santa Maria.

O culto e a devoção ao Senhor Santo Cristo dos Milagres de Ponta Delgada, na ilha de São Miguel, rapidamente se espalhou pelas restantes ilhas do arquipélago dos Açores, devendo-se esse facto, sobretudo, às dificuldades financeiras dos habitantes das outras ilhas em se deslocarem a Ponta Delgada para venerar a imagem original. Na actualidade, o Senhor Santo Cristo dos Milagres é venerado em todas as ilhas, sendo que, depois de Ponta Delgada, as maiores festas e procissões a ele dedicadas são as de Vila do Porto, na ilha de Santa Maria, e as da ilha Graciosa.

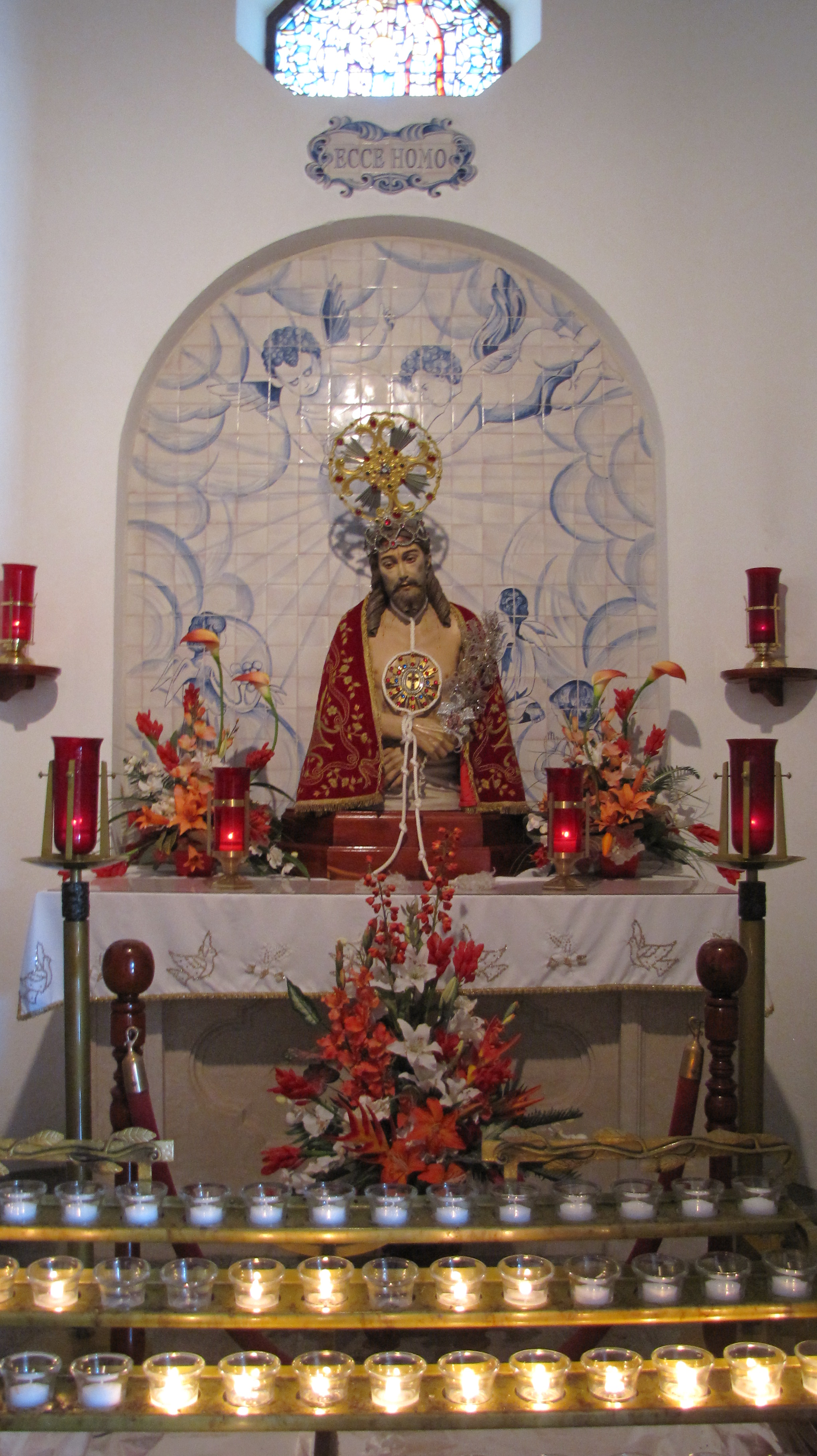
A imagem do Senhor Santo Cristo dos Milagres em Hamilton, nas ilhas Bermudas.

Devido à emigração de muitos açorianos para os Estados Unidos da América e para o Canadá, particularmente oriundos da ilha de São Miguel, o culto e a devoção ao Senhor Santo Cristo dos Milagres faz com que também seja expresso pela realização de festas e procissões em algumas cidades do continente americano. Exemplos disso são as cidades de Montreal, na província de Quebec, Brampton, Cambridge, London, Kingston e Leamington, na província de Ontário, no Canadá, assim como na própria capital, em Toronto; e as cidades Fall River e Cambridge, no estado de Massachusetts, entre outras no estado de Rhode Island, nos Estados Unidos. Em Fall River foi mesmo edificada uma igreja paroquial dedicada ao Senhor Santo Cristo.
Na cidade de Hamilton, nas ilhas Bermudas, é também realizada uma procissão solene em honra do Senhor Santo Cristo dos Milagres.